# Zabel
Zabel je priimek v Sloveniji in tujini. Po podatkih Statističnega urada Republike Slovenije je na dan 1. januarja 2011 v Slovenjiji uporabljalo ta priimek 16 oseb.

## Znani slovenski nosilci priimka
- Blaž Zabel (*1988), filozof in filolog, doc. FF UL
- Bojan Zabel (1930—2023), pravnik, univerzitetni profesor
- Mateja Kos (por. Zabel) (*1958), umetnostna zgodovinarka, muzealka
- Igor Zabel (1958—2005), umetnostni zgodovinar, esejist, literarni teoretik in kritik, pisatelj

## Znani tuji nosilci priimka
- Erik Zabel (*1970), nemški kolesar